# Instituto de Historia Simancas
El Instituto Universitario de Historia Simancas es una institución educativa integrada dentro de la Universidad de Valladolid. Surge entre 1987 y 1988, y se ubica en la Casa del Alcaide (Casa del Estudiante). Su personal se compone de profesores de la UVa, becarios, archiveros y personal de investigación adscritos o no a la Universidad. Tiene como fin el fomento de la investigación y la enseñanza especializadas de la historia para postgraduados, así como la formación permanente del profesorado de la Universidad de Valladolid.

## Historia
El Instituto se creó entre 1987 y 1988 a raíz de la Ley de Reforma Universitaria. Surgió como iniciativa de diversos profesores de las áreas de Historia Moderna, Historia Medieval, Historia Contemporánea e Historia Económica para aprovechar que Valladolid cuenta con el Archivo General de Simancas y el Archivo de la Chancillería, razón por la que numerosos historiadores visitan la ciudad con frecuencia. Tiene como precursor al Seminario Simancas de Historia Moderna, fundado en el Colegio de Santa Cruz en 1950, que hasta la década de 1970 fue un referente en los estudios históricos.
El 18 de marzo de 1988, la Junta de Gobierno de la Universidad aprobó la propuesta de creación del Instituto firmada por los profesores Teófanes Egido López, Ángel García Sanz, Luis A. Ribot García y María Isabel del Val Valdivieso. Los cuatro formaron la Comisión Gestora que elaboró el Reglamento del Instituto aprobado por la Junta de Gobierno de la Universidad el 17 de marzo de 1989.
En marzo de 1990, inicia su andadura con Ángel García Sanz como director, y a los profesores Pedro Carasa Soto, Juan Helguera Quijada, Luis A. Ribot García y María Isabel del Val Valdivieso como miembros del comité permanente.
Desde el 2001, es unidad asociada del CSIC.  
Desde el curso 2017/2018 cuenta con un Laboratorio de Innovación de Comunicación Digital con el objetivo de promover el conocimiento e investigación histórica. El Instituto cuenta, además, con un máster y un doctorado.  

## Cargos directivos
- 1990 (marzo), director Ángel García Sanz y secretario Teófanes Egido López.
- 1995 (noviembre), director Luis Ribot García y secretaria Elena Maza Zorrilla.
- 1999 (abril), director Luis Ribot García y secretaria Elena Maza Zorrilla.
- 2002 (febrero), director Julio Valdeón Baruque y secretaria Elena Maza Zorrilla.
- 2006 (octubre), director Alberto Marcos Martín y secretaria Elena Maza Zorrilla.
- 2008 (enero), directora María Isabel del Val Valdivieso y secretario Hilario Casado Alonso.
- 2017 (enero), director Adolfo Carrasco Martínez y secretaria Olatz Villanueva Zubizarreta.